# Aviachim
Aviachim was een motorfietsenfabriek uit de Sovjet-Unie die in de werkplaats van vliegtuigfabriek Aviachim ontstond. 
Er werd een 502 cc motorfiets ontwikkeld, die bij Aviachim nooit in productie kwam. Waarschijnlijk is uit Aviachim het merk IZj ontstaan.